# Adam & Yves
Adam & Yves ou Adam and Yves é um filme pornográfico gay americano dirigido por Peter de Rome, lançado em 1974.

## Sinopse
Em Paris, um francês, Yves, é adepto de encontros curtos com outros homens. Um dia, ele notou um americano bonito. Ele acaba seguindo-o até em casa. O americano abre-se e eles fazem amor. Eles falam, mas Yves tem a regra de não saber o primeiro nome do seu parceiro. Cada um conta ao outro as suas experiências sexuais com outros homens. Adam começa a agarrar-se a Yves...

## Produção
Adam & Yves é o primeiro longa-metragem dirigido por Pedro de Rome, depois de várias curtas-metragens   . É inspirado por certos elementos do filme O Último Tango em Paris, de Bernardo Bertolucci (1972)  e faz alusão aos filmes de Jean Cocteau . 
O filme é conhecido por ser o último em que a atriz Greta Garbo aparece, a quem o diretor filmou sem que ele soubesse enquanto caminhava em Nova York : "Não é nada de mais: é filmado à distância, é mais como uma anedota engraçada e inesperada.". 